# Manx Peak
Manx Peak är en bergstopp i Kanada.   Den ligger i provinsen Alberta, i den centrala delen av landet, 3 200 km väster om huvudstaden Ottawa. Toppen på Manx Peak är 2 428 meter över havet. Manx Peak ingår i The Ramparts.
Terrängen runt Manx Peak är bergig norrut, men söderut är den kuperad. Trakten runt Manx Peak är nära nog obefolkad, med mindre än två invånare per kvadratkilometer.. Närmaste större samhälle är Jasper Park Lodge, 15,1 km nordost om Manx Peak. 
Trakten runt Manx Peak består i huvudsak av gräsmarker.